# 本·撒切尔
本杰明·大衛·"本"·撒切尔（Benjamin David "Ben" Thatcher，1975年11月30日—）是一名出生於英格蘭的威爾斯足球運動員，擔任左後衛，於2010年2月26日與效力的英冠球會葉士域治提前解約。
戴卓爾曾代表英格蘭U21，因國際足協改例准許青年球員更換大國腳代表國籍，戴卓爾因祖母的關係而選擇了代表威爾斯足球代表隊。

## 外部連結
- 足球数据库：賓·戴卓爾的球员统计数据
- 查爾頓官網 戴卓爾檔案
- 曼城官網 戴卓爾檔案 （页面存档备份，存于）
- 李斯特城官網 戴卓爾檔案 Archive.today的存檔，存档日期2012-12-23
- BBC 戴卓爾檔案 （页面存档备份，存于）